# Scopula latimarginaria
Scopula latimarginaria là một loài bướm đêm trong họ Geometridae.